# Hexacorallia
Hexacorallia ou Hexacoralla é uma importante subclasse dos antozoários. A subclasse dos Zoantharia (do grego zoon, animal + anthos, flor + aria, como ou conectado com) não é mais que esta mesma subclasse, à qual se acrescentam as ordens Rugosa e Cerantipitharia. São conhecidos como hexacorais devido à simetria hexâmera da inserção dos septos e mesentérios. Existem desde o Triássico médio. Os seus esqueletos são constituídos por aragonite, ao contrário dos tetracorais paleozóicos, cujos esqueletos eram compostos por calcite.

## Ordens
- Actinaria (anémonas do mar)

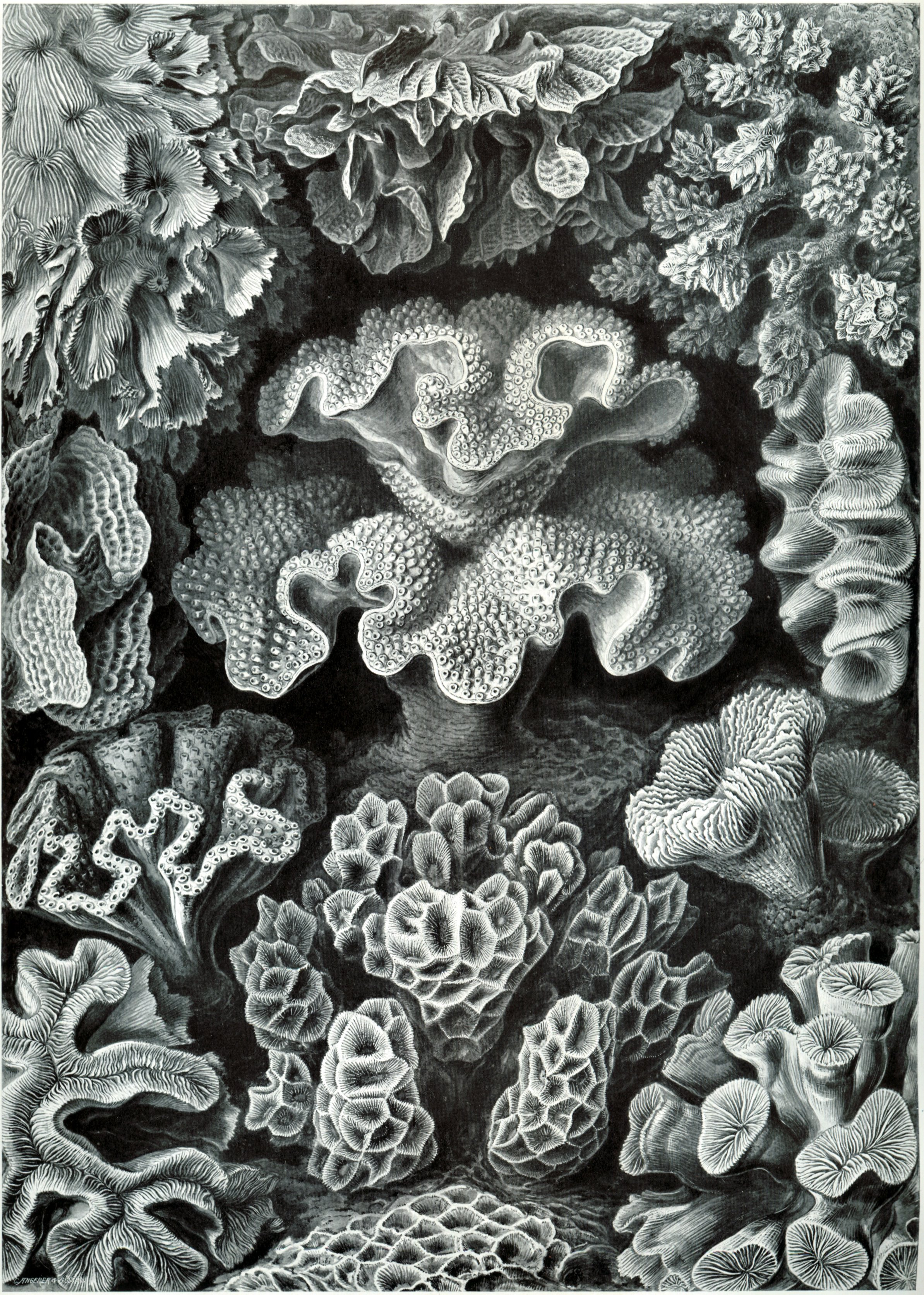
Hexacorais, por Haeckel, na sua Kunstformen der Natur

- Corallimorpharia (anémonas semelhantes a corais)
- Ptychodactiaria
- Rugosa †
- Scleractinia (corais verdadeiros)
- Zoanthidea (animais coloniais semelhantes a anémonas do mar)